# Lysimachia peduncularis
Lysimachia peduncularis là một loài thực vật có hoa trong họ Anh thảo. Loài này được Wall. ex Kurz mô tả khoa học đầu tiên năm 1877.